# KStV Markomannia Münster
Der Katholische Studentenverein Markomannia ist ein katholischer, nichtschlagender und nichtfarbentragender Studentenverein im Kartellverband katholischer deutscher Studentenvereine (KV) an der Universität Münster in Münster. Er wurde 1901 in Münster gegründet. Markomannia ist die größte Studentenverbindung in Münster. Nach eigenen Angaben hat sie 58 aktive Mitglieder und gehört mit 459 Mitgliedern zu den größten Vereinen im Kartellverband.

## Geschichte

### Die ersten Jahre
Am 9. Februar 1901 wurde der KStV Markomannia durch Teilung des 1864 gegründeten Katholischen Studentenvereins Germania ins Leben gerufen.
Nachdem die Markomannia in verschiedenen Münsterschen Lokalitäten: Alte Börse (heutige Geschäftsstelle der Westfälischen Nachrichten, Cafe Steiner (später Café Schucan, heute Ladenlokal einer Drogeriekette), Münsterscher Hof (Alter Steinweg), Bullenkopp (Alter Fischmarkt), Norbertstr. 1) residierte, wurde 1910 das Grundstück in der heutigen Kampstraße 10 vom Hausverein für 31.500 Mark gekauft. Nach dem ersten Spatenstich Mitte März 1911 kam es zur Grundsteinlegung am 30. April 1911. Das Markomannenhaus ist damit das älteste, dauerhaft im Besitz der Verbindung stehende Verbindungshaus in Münster. Im Jahr 1923 wurde ferner ein Bootshaus in Münster-Handorf an der Werse gebaut.

### Zeit des Nationalsozialismus
Um die Auflagen, die das NS-Regime an die Korporationen stellte, erfüllen zu können, entschloss man sich, mit dem KStV Tuiskonia zu fusionieren, was am 15. April 1934 verwirklicht wurde. Aus Finanznot wurde das Verbindungshaus 1936 an den Arbeitsdienst vermietet. Damit es ihnen weiterhin erlaubt war, zu studieren, mussten die meisten Studenten sich Untergruppierungen der NSDAP anschließen. Allen Studenten, die in NS-Organisationen Mitglied waren, wurde am 14. Mai 1936 „Betätigung in studentischen Verbindungen“ verboten. So wurde im Einverständnis mit der Altherrenschaft die Aktivitas der Markomannia-Tuiskonia am 25. Mai 1936 aufgelöst. Die Markomannen-Mitteilungen konnten nicht mehr in der Druckerei der Regensbergschen Buchhandlung gedruckt werden, da diese 1937 durch die Gestapo enteignet worden war. Nach der letzten gemeinsamen Veranstaltung im September 1937 löste sich schließlich auch der Altherrenverein auf und kam so dem Himmler-Erlass vom 20. Juni 1938 zuvor.

### Wiederbegründung

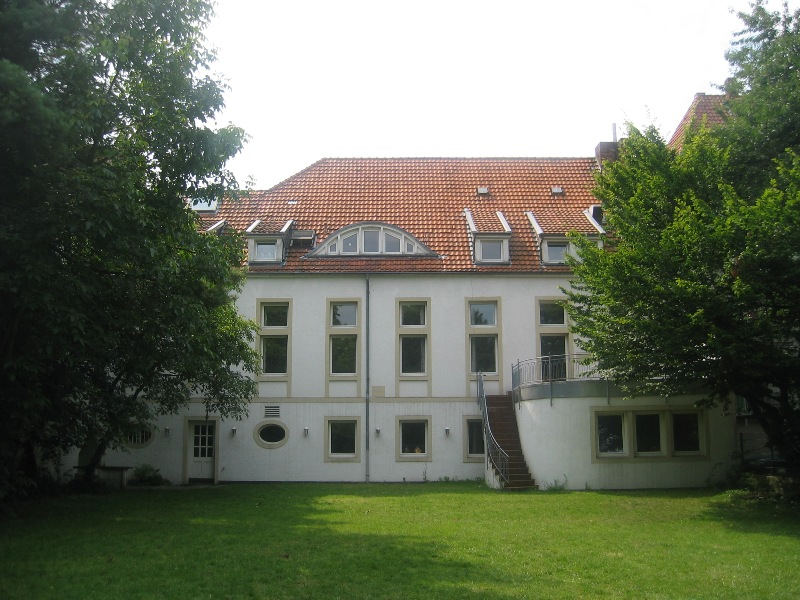
Das Haus des KStV Markomannia in Münster

Nach dem Zweiten Weltkrieg wurde der Hausverein e. V. gemäß der „Verordnung vom 15. September 1947 zur Wiederherstellung aufgelöster Vereine“ unter dem alten Vorstand am 25. Oktober 1947 rekonstruiert. 1950 fusionierte der Altherrenverein Markomannia-Tuiskonia mit der ursprünglich in Göttingen 1932 gegründeten aktiven Monasteria zur Markomannia-Tuiskonia-Monasteria. Aus diesem Bund schied die Markomannia am 9. Februar 1952 in der Ratsschänke wieder aus und wurde noch am selben Tage selbständig.
Die Errichtung der Aktivitas wurde der Universität am 11. Februar 1952 gemeldet. Der Hausverein und Altherrenverein stand unter dem Vorsitz von Bernhard Salzmann. Die Aktivitas begann die Vereinsgeschäfte im Sommersemester 1952 unter dem Wiedergründungssenior Viktor Egen.

### Die Markomannia seit 1955
1955 wurde von der Markomannia zum ersten Male das Vorortspräsidium mit dem Vorortspräsidenten Viktor Egen gestellt. Im Sommersemester 1956 fuhren die Markomannen zum ersten Mal auf die Hegge. 1969 wurde der Vorsitz des Altherrenvereines nach dem Tode von Bernhard Salzmann mit Wilhelm Huntgeburth neu besetzt, dem im Sommersemester 1962 Heinrich Austermann nachfolgte. 1976 wurde Viktor Egen sen. zum Vorsitzenden des Altherrenvereines gewählt, 1954 Karl-Eberhard Zangerl, 2000 Bernhard Egen.
Zum 1. Januar 2003 trat die gesamte Altherrenschaft des KStV Tuiskonia-Monasteria unter Beibehaltung ihrer korporativen Identität als B-Philister der Markomannia bei. Maßgeblicher Initiator des Beitritts der Tuiskonia-Monasteria war der bekannte Münsterische Jurist Wilderich Fehrmann, der für diese Verdienste zum Ehrenphilister erhoben wurde.
2012/13 stellte der KStV Markomannia zum insgesamt dritten Mal in der Vereinsgeschichte das Vorortspräsidium im KV.

## Bekannte Markomannen
- Hubert Hönnekes (1880–1947), Politiker, Vorsitzender der ostpreußischen Zentrumspartei, 1930 bis 1933 Mitglied des Reichstages, Gegner des Nationalsozialismus
- Bernhard Salzmann (1886–1959), Erster Landeshauptmann, Philistersenior[11]
- Aloysius Muench (EM, 1889–1962), Kardinal, Apostolischer Nuntius in der Bundesrepublik Deutschland
- Adolf von Hatzfeld (1892–1957), Schriftsteller
- Lambert Lensing (1889–1965), Zeitungsverleger und Politiker, Vorsitzender der CDU Westfalen-Lippe, Mitglied des Parlamentarischen Rats
- Josef Hermann Dufhues (EM, 1908–1971), Politiker (CDU), Innenminister des Landes NRW
- Heinrich Austermann (1909–1984), Oberstadtdirektor der Stadt Münster[12]
- Helmut Bertram MdB, MdEP (1910–1981), Politiker (Zentrumspartei)
- Klaus Meyer-Schwickerath (1921–2014), Politiker, Erster Landesrat
- Hermann Josef Spital (1925–2007), Bischof von Trier[13][14]
- Ulrich Gerlach (* 1925), em. Ordinarius für Innere Medizin, Universität Münster
- Bernd Petermann MdL (1927–2009), Rechtsanwalt und Politiker (CDU)
- Werner Böckenförde (1928–2003), Theologe, Jurist und Domkapitular
- Wilderich Fehrmann (1928–2008), Jurist, Vizepräsident des OVG Münster[15]
- Horst Aloysius Massing (1930–2011), Arzt, Fachjournalist und Kommunalpolitiker (CDU), Träger des Bundesverdienstkreuzes am Bande
- Ulrich Bonse (1928–2022), em. Ordinarius für Physik, Ehrensenator der Universität Dortmund
- Heinrich Janssen (EM, 1932–2021), Weihbischof im Bistum Münster
- Rolf Grewe (1932–2023), Augenarzt, Bundesverdienstkreuz am Bande, Semmelweis-Plakette der Universität Budapest, Médaille d’Or Paul Chibret[16]
- Franz-Ludwig Knemeyer (* 1937), em. Ordinarius für Staats- und Verwaltungsrecht, Universität Würzburg[17]
- Hans-Werner Rengeling (* 1938), em. Ordinarius für Europarecht, Universität Osnabrück
- Bartho Treis (* 1938), em. Hochschullehrer, Institut für Marketing, Universität Göttingen
- Franz Cromme (1939–2020), Jurist, Verwaltungsbeamter und Politiker (CDU)
- Olaf Krafft (* 1939), Mathematiker
- Heinrich Hoffschulte (1941–2016), Vizepräsident der Deutschen Sektion des Rates der Gemeinden und Regionen Europas
- Paul Ridder (* 1942), Soziologe und Psychologe, Universität Konstanz
- Józef Mirosław Życiński (1948–2011), Erzbischof von Lublin (Polen), Theologe und Philosoph[18]
- Hans-Michael Wolffgang (* 1953), Jurist (öffentliches Recht), Universität Münster
- Markus van der Giet (* 1969), Arzt und Hochschullehrer für Innere Medizin, Nephrologie, Charité Berlin
- Antonius Hamers (* 1969), Domkapitular, Direktor des Katholischen Büros NRW, Diözesanadministrator des Bistums Münster[19]